# گریم عشق
گریم عشق (به انگلیسی: Grimm Love) فیلمی محصول سال ۲۰۰۶ و به کارگردانی مارتین ویسز است. در این فیلم بازیگرانی همچون کری راسل، توماس کرچمان، توماس هوبر، نیکولای کینسکی و والری نیهاوس ایفای نقش کرده‌اند.